# 家族性地中海熱
家族性地中海熱（かぞくせいちちゅうかいねつ、Familial Mediterranean fever：略称FMF）とは、炎症性の遺伝性疾患の一つ。地中海周辺の民族に特に多いことから命名されているが、それ以外の民族でも発症例がある。家族性発作性多漿膜炎（かぞくせいほっさせいたしょうまくえん）ともいう。自己炎症症候群の一つである。なお単に「地中海熱」というとブルセラ症を指すこともあるが、これとは全く関係ない。アルメニア病（armenian disease）とも呼ばれる。

## 原因
常染色体性劣性遺伝する。原因遺伝子はMEFVと呼ばれ、第16染色体にある
。MEFVは細胞内タンパク質ピリン（pyrin）をコードする。ピリンの機能はまだ明確ではないが、カスパーゼ1の活性化を抑制することが知られている。これがインターロイキン1βの活性化を抑制することを通じて炎症を抑える（逆にピリンに異常があると炎症が促進される）のではないかといわれる。

## 症状
大部分の患者は激しい腹痛発作を10代までに発症する。これは腹膜炎によるもので多くは発熱を伴い、数時間ないし数日続き、さらに不規則に再発する。また痛みを伴わない発熱も見られる。一部の患者では膝などの関節炎や胸膜炎による胸痛が見られる。主要な合併症としては、AA型アミロイドーシス、またこれによる腎疾患がある。アミロイドは発作時に特に多く生じるので、発作を抑える適切な治療によりアミロイドーシスを防ぐことができる。

## 診断
診断は、特に高リスク民族の患者の場合、発作の病歴により行われる。メタラミノール投与により軽度の発作が誘発されるので、これも診断に用いられる（日本では使用不可）。発作時には炎症マーカーである血清アミロイドA(SAA)が著増することにより判断できるが、激しい腹痛が虫垂炎と誤診されることが多く注意を要する。SAAは症状消失とともに減少する。現在は遺伝子検査による診断も行われる。

## 治療
コルヒチンの投与が行われる。これは91.8%の患者で有効であり、またそれによりアミロイドーシスを予防することができる。コルヒチンが副作用などのため用いることができない場合には、インターフェロンαやインフリキシマブ、小柴胡湯などが用いられることもある。

## ガイドライン
- 家族性地中海熱診療ガイドライン 2011 （暫定版）